# Bibionidae
I Bibionidae Fleming, 1821, sono una famiglia di insetti dell'ordine dei Ditteri (Nematocera: Bibionomorpha), associati ad ambienti terrestri.

## Descrizione

### Adulti

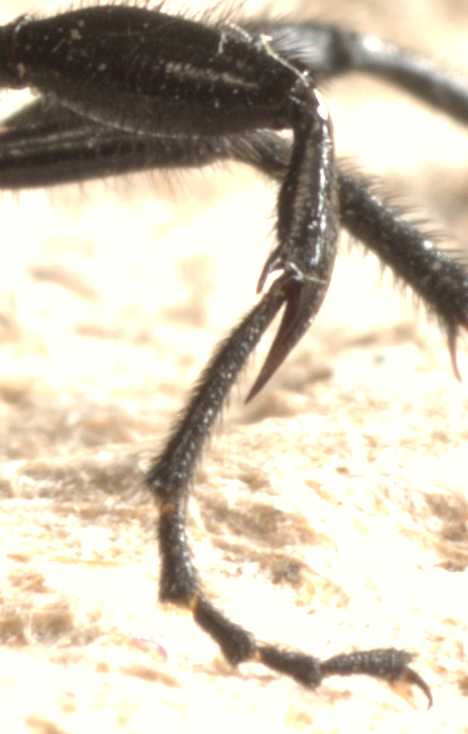
Zampa anteriore di Bibio marci. Si notino la tibia più corta del primo tarsomero e lo sperone alla sua estremità.

Gli adulti hanno il corpo di dimensioni medio-piccole, con 4-8 mm di lunghezza, in genere peloso e caratterizzato da un evidente dimorfismo sessuale. I maschi hanno livree di colore nerastro e capo oloptico, le femmine corpo rossastro, più appiattito e con occhi meno grandi e, comunque, distanziati.
Il capo è libero, relativamente piccolo rispetto al resto del corpo, provvisto di tre ocelli. Gli occhi del maschio sono notevolmente sviluppati e si estendono nella zona fronto-dorsale fino a toccarsi (capo oloptico). Ogni occhio è suddiviso, da una linea di demarcazione, in due aree: quella anteriore e dorsale è più sviluppata ed è composta da ommatidi grandi, quella laterale e posteriore è più piccola ed è composta da ommatidi piccoli. Le femmine hanno occhi più piccoli e distanziati. Le antenne sono poco sviluppate, composte da 5-10 articoli molto brevi; nei maschi si inseriscono ventralmente, sotto gli occhi connati, in prossimità dell'apparato boccale. L'apparato boccale è di tipo succhiante, non perforante.
Il torace è corto e convesso. Le zampe sono relativamente lunghe e robuste, ma meno lunghe rispetto a quelle di molti nematoceri; i tarsi composti da 5 segmenti. Le tibie anteriori sono più brevi del primo segmento tarsale e presentano all'apice una corona di spine oppure un lungo sperone (Bibioninae); altri processi spiniformi sono presenti nella faccia ventrale delle tibie.

Venatura delle ali nei Bibioninae. Per la legenda, vedi il testo.

Le ali sono ben sviluppate; la regione costale è caratterizzata da una venatura robusta, dovuta allo stretto accostamento della radio e della subcosta alla costa. Il carattere più evidente è l'imbrunimento della regione costale, che tende a renderla opaca. In alcune specie l'imbrunimento si trasforma in un vero e proprio pterostigma. La venatura è semplificata e non presenta caratteri omogenei nell'ambito della famiglia. Le principali caratteristiche sono le seguenti:
- la costa si estende lungo tutto il margine anteriore fino all'apice dell'ala in corrispondenza del termine della prima ramificazione del settore radiale (R4 o R4+5);
- la subcosta (Sc) e il ramo anteriore del radio (R1) sono marcatamente approssimate alla costa e vi confluiscono lungo il margine anteriore; talvolta la subcosta è fusa con la costa;
- la radio può presentare due ramificazioni terminali (R1 e R4+5) oppure tre (R1, R4 e R5), mentre manca sempre il ramo R2+3 del settore radiale;

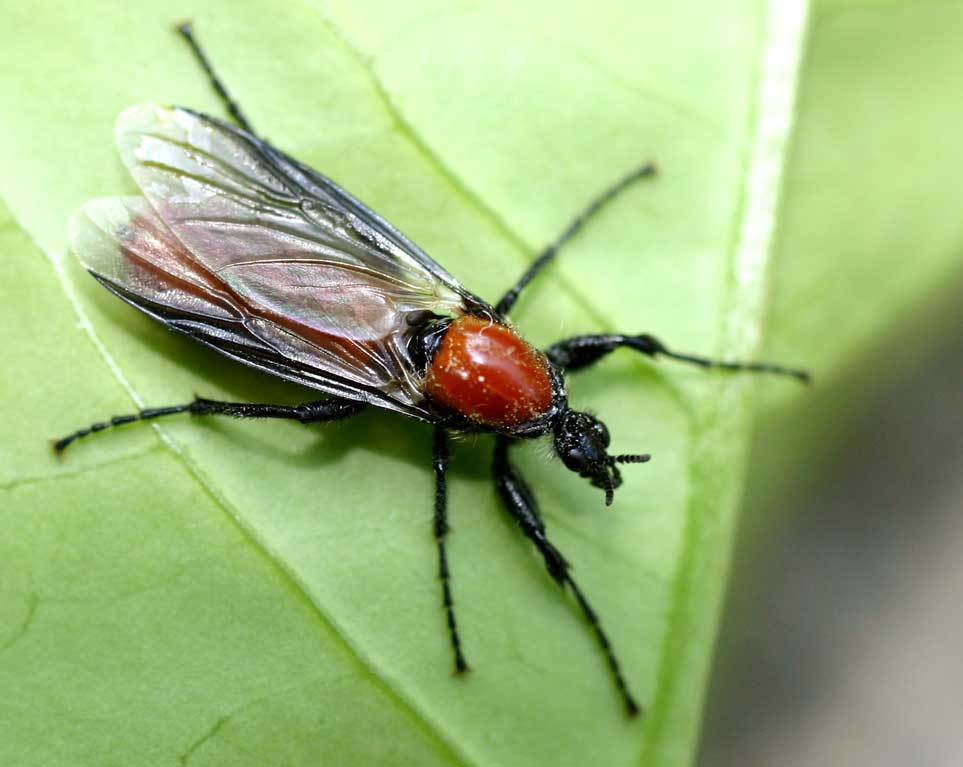
Femmina di Bibio hortulanus.

- la media presenta sempre due sole ramificazioni, M1 e M2;
- la cubito presenta sempre, come nella generalità dei Ditteri, il solo ramo anteriore diviso in CuA1 e CuA2, interpretati da alcuni Autori come CuA e M4;
- sono presenti due nervature anali, di cui A1 è quella più sviluppata;
- le nervature trasversali si riducono a quella omerale (h), ad una radio-mediale (r-m) e una medio-cubitale (m-cu);
- la radio-mediale collega la media e il settore radiale prima delle rispettive biforcazioni e forma con il settore radiale un angolo acuto verso il lato posteriore;
- la medio-cubitale può avere due differenti posizioni: in alcune specie collega la base di CuA con M1+2 prima della biforcazione di quest'ultima, in altre specie ha una posizione più distale e collega il tratto intermedio di CuA1 con la base di M2;
- nel complesso, la venatura dei Bibionidae delimita nella regione remigante due cellule basali relativamente allungate.

### Stati giovanili

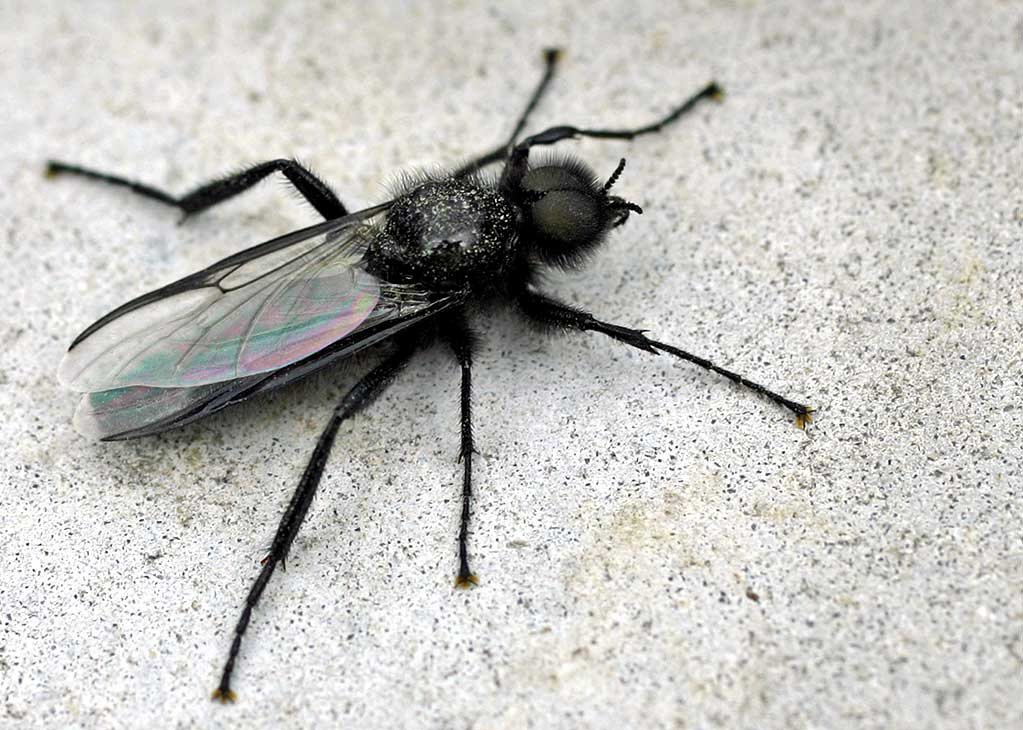
Maschio di Bibio marci.

La larva, di aspetto vermiforme, è apoda ed eucefala, con capo scuro e corpo grigiastro, e a maturità può raggiungere una lunghezza di 20-25 mm. Il tegumento presenta ornamenti spiniformi sul dorso. Il capo è relativamente piccolo rispetto al resto del corpo ed ha apparato boccale masticatore. Il torace si presenta suddiviso in quattro segmenti, di cui quello anteriore è detto collo. L'apparato respiratorio è di tipo olopneustico, con otto paia di stigmi addominali e due paia toraciche.
La pupa è oblunga, obtecta, a volte protetta dall'exuvia dell'ultimo stadio larvale.

## Biologia
Lo sviluppo postembrionale si svolge in quattro stadi, tre di larva e uno di pupa.
Le larve sono generalmente gregarie e vivono nel terreno, in genere in substrati umidi e ricchi di sostanza organica. Spesso si rinvengono nel letame o altri substrati organici impiegati come fertilizzanti. Nei primi stadi larvali sono saprofaghe e si nutrono prevalentemente di funghi e sostanza organica ingeriti con il terreno, mentre in seguito erodono materiali organici fra cui anche le radici delle piante. Per questo motivo possono rivelarsi occasionalmente dannose quando raggiungono elevate concentrazioni. L'impupamento ha luogo nel terreno, lo sfarfallamento attraverso una frattura longitudinale dorsale della cuticola.
Gli adulti sono glicifagi ed hanno abitudini diurne. Per le loro abitudini e il corpo peloso contribuiscono all'impollinazione incrociata, sono perciò da considerarsi insetti utili come pronubi.

## Sistematica
La famiglia comprende nel complesso circa 700 specie ed è rappresentata in quasi tutte le regioni zoogeografiche della Terra. Secondo gli orientamenti più recenti la famiglia comprende tutti i generi dei Bibionoidea sensu ROHDENDORF ad esclusione di Hesperinus, inserito in una famiglia propria.
- Famiglia Bibionidae:
  - Sottofamiglia Bibioninae
    - Tribù Bibionini
      - Bibio (syn. Hirtea)
      - Bibiodes
      - Bibionellus
      - Enicoscolus

    - Tribù Dilophini
      - Dilophus

  - Sottofamiglia Pleciinae

  - Penthetria (syn. Amasia, Crapitula, Epiplecia, Eupeitenus, Mycetophaetus, Parapleciomyia, Pleciomyia, Protomyia, Threneste)
  - Plecia (syn. Bibiopsis, Penthera, Rhinoplecia)

In Italia sono presenti circa venti specie, comprese nei generi Bibio e Dilophus.